# Paul Koetschau
Paul Koetschau (vollständiger Name Karl Friedrich Constantin Paul Koetschau, * 7. August 1857 in Tonndorf bei Weimar; † 22. März 1939 in Weimar) war ein deutscher Klassischer Philologe und Gymnasialdirektor.

## Leben
Paul Koetschau, der Sohn des Volksschullehrers Otto Koetschau und der Louise geb. Märten, besuchte die Volksschule in Tonndorf und von 1868 bis 1877 das Wilhelm-Ernst-Gymnasium in Weimar. Von 1877 bis 1881 studierte er Klassische Philologie an den Universitäten zu Leipzig und Tübingen. Anregung empfing er vor allem vom Althistoriker Alfred von Gutschmid (Tübingen) sowie von den Leipziger Philologen Justus Hermann Lipsius und Ludwig Lange. Dem Letzteren widmete Koetschau seine Dissertation über Ciceros Rede In toga candida, mit der er 1880 zum Dr. phil. promoviert wurde. Nach bestandener Lehramtsprüfung (1881) absolvierte Koetschau bis 1882 den Militärdienst.
Ab dem 1. Oktober 1882 wirkte Koetschau im Schuldienst des Großherzogtums Sachsen-Weimar-Eisenach, zunächst als Probekandidat am Gymnasium in Jena, wo er Ostern 1884 zum ordentlichen Lehrer ernannt wurde. Am 1. April 1904 wurde er zum Direktor des Karl-Friedrich-Gymnasiums zu Eisenach ernannt und wirkte dort gleichzeitig als Leiter der Carl-Alexander-Bibliothek. Zum 1. Oktober 1908 wechselte er als Direktor an das Wilhelm-Ernst-Gymnasium Weimar, wo er bis zu seinem Eintritt in den Ruhestand (1923) wirkte. Für seine pädagogische und wissenschaftliche Tätigkeit erfuhr Koetschau reiche Anerkennung. Die Akademie gemeinnütziger Wissenschaften zu Erfurt wählte ihn am 22. Mai 1905 zum korrespondierenden Mitglied. 1912 wurde er zum Hofrat ernannt.

## Wissenschaftliche Arbeiten
Koetschaus Forschungsschwerpunkt waren die Schriften des Kirchenvaters Origenes. Er beschäftigte sich intensiv mit der Textkritik und Überlieferungsgeschichte dieser Schriften, gab eine Auswahl in deutscher Übersetzung heraus und beteiligte sich an der Origenes-Ausgabe der Preußischen Akademie der Wissenschaften. Im Ruhestand beschäftigte er sich auch mit Familienforschung. Sein genealogischer Nachlass befindet sich im Staatsarchiv Leipzig (Bestand 21949).

## Veröffentlichungen (Auswahl)
- De M. Tullii Ciceronis oratione in toga candida habita. Leipzig 1880 (Dissertation)
- Die Textüberlieferung der Bücher des Origines gegen Celsus in den Handschriften dieses Werkes und der Philokalia. Prolegomena zu einer kritischen Ausgabe. Leipzig 1889
- Des Gregorios Thaumaturgos Dankrede an Origines, als Anhang der Brief des Origenes an Gregorios Thaumaturgos. Freiburg 1894
- Origenes Werke. Band 1: Die Schrift vom Martyrium. Buch I–IV gegen Celsus. Herausgegeben im Auftrag der Kirchenväter-Commission der Königlich Preußischen Akademie der Wissenschaften. Leipzig 1899
- Origenes Werke. Band 2: Buch V–VIII gegen Celsus. Herausgegeben im Auftrag der Kirchenväter-Commission der Königlich Preußischen Akademie der Wissenschaften. Leipzig 1899
- Kritische Bemerkungen zu meiner Ausgabe von Origenes’ Exhortatio, contra Celsum, de oratione. Entgegnung auf die von Paul Wendland in den Göttingischen Gelehrten Anzeigen 1899 Nr. 4 veröffentlichte Kritik. Leipzig 1899
- Beiträge zur Textkritik von Origenes’ Johannescommentar. Leipzig 1905
- Origenes Werke. Band 5: De Principiis / Περὶ Ἀρχῶν. Herausgegeben im Auftrag der Kirchenväter-Commission der Königlich Preußischen Akademie der Wissenschaften. Leipzig 1913
- Des Origenes ausgewählte Schriften. Aus dem Griechischen übersetzt von Paul Koetschau. Drei Bände, München 1926–1927 (Bibliothek der Kirchenväter)